# Dong-Min Lim
Dans ce nom coréen, le nom de famille, Lim, précède le nom personnel.
Lim Dong-min est un pianiste sud-coréen né le 14 avril 1980 à Séoul. Il étudie actuellement en niveau supérieur à l'école de musique de New York. Il est le grand frère de Lim Dong-hyek.

## Biographie
Pendant son adolescence, Dong-Min Lim étudie la musique au prestigieux conservatoire Tchaïkovski de Moscou, avec pour professeurs Evgueni Malinin ou Lev Naoumov. Il gagne en 1996, à l'âge de seize ans, le Premier prix du Concours Chopin des jeunes pianistes de Moscou (son frère, de quatre ans son cadet, remporte le second prix). Il est par deux fois finaliste au Concours Tchaïkovski de Moscou ; une fois en 1998 (pas de prix), puis en 2002 (cinquième prix). Il remporte aussi les troisièmes prix des concours internationaux Gian Battista Viotti de Vercelli en 2000 et Ferruccio Busoni de Bolzano en 2001. Il arrive second au Concours international de musique du Printemps à Prague en 2004. En 2005, il partage avec Dong-hyek le troisième prix du Concours international de piano Frédéric-Chopin à Varsovie (le jury considérant que l'interprétation du gagnant Rafał Blechacz surpasse largement celle des autres finalistes, aucun second prix n'est attribué).
Il se produit dans de nombreuses salles de concert de renom, à Moscou, Paris, Londres, Tokyo, Séoul ou encore Varsovie.